# Günther Platter
Günther Platter (ur. 7 czerwca 1954 w Zams) – austriacki polityk i samorządowiec, deputowany do Rady Narodowej, w latach 2003–2007 minister obrony, od 2007 do 2008 minister spraw wewnętrznych, następnie do 2022 starosta krajowy Tyrolu.

## Życiorys
Po ukończeniu szkoły zawodowej pracował do 1976 jako drukarz. Kształcił się następnie w szkole policyjnej (Gendarmerieschule), do lat 90. był zatrudniony w austriackiej żandarmerii federalnej.
Zaangażował się w działalność polityczną w ramach Austriackiej Partii Ludowej. Od 1986 był radnym miejskim w Zams, zaś w latach 1989–2000 pełnił funkcję burmistrza tej miejscowości. W latach 1994–2000 zasiadał w Radzie Narodowej XIX, XX i XXI kadencji. Zrezygnował z mandatu w związku z powołaniem w skład regionalnego rządu w Tyrolu. Również w 2000 został zastępcą przewodniczącego ÖVP w tym kraju związkowym, a w 2001 stanął na czele tyrolskich struktur ÖAAB, afiliowanej przy partii ludowej organizacji związkowej.
Od lutego 2003 do stycznia 2007 sprawował urząd ministra obrony w drugim rządzie Wolfganga Schüssela. W grudniu 2004 tymczasowo kierował również resortem spraw wewnętrznych. W 2006 ponownie wybrany do izby niższej austriackiego parlamentu na XXIII kadencję. W styczniu 2007 został ministrem spraw wewnętrznych w gabinecie Alfreda Gusenbauera. Zrezygnował w czerwcu 2008 w związku z powołaniem na starostę krajowego Tyrolu. W 2009 stanął na czele ludowców w Tyrolu. Funkcję starosty utrzymywał po wyborach z 2013 i 2018. Sprawował ten urząd do października 2022. Wcześniej w tymże roku oświadczył, że nie będzie kandydował na kolejną kadencję, a także przestał kierować krajowymi strukturami ÖVP.